# Форесто-Спарсо
Форесто-Спарсо (итал. Foresto Sparso) — коммуна в Италии, располагается в регионе Ломбардия, подчиняется административному центру Бергамо.
Население составляет 2847 человек, плотность населения составляет 407 чел./км². Занимает площадь 7 км². Почтовый индекс — 24060. Телефонный код — 035.
Покровителем коммуны почитается святой апостол и евангелист Марк, празднование 25 апреля.